# Надгробни споменик борцима из Првог светског рата и жртвама фашистичког терора из Другог светског рата
Надгробни споменик борцима из Првог и жртвама фашистичког терора из Другог светског рата у Панчеву представља непокретно културно добро као споменик културе.
Надгробни споменик се налази на Православном грoбљу у Панчеву, средина парцеле бр.13. Споменик се састојао од спомен-костурнице и велике мермерне плоче на којој су исписана имена 130-орице бораца Првог светског рата и омање пирамиде од камена, на чијој је предњој страни уграђена мала мермерна плоча, посвећена жртвама фашистичког терора стрељаним током рата у Панчеву. На овој плочи исписан је следећи текст: „Жртвама стрељаним у Панчеву од злочиначких немачких фашиста 1941-1945.” 
Мала пирамида која је била посвећена жртвама Другог светског рата 1982. године уклоњена је и на њено место постављена је скулптура од бронзе, рад панчевачког скулптора Божидара Јововића, која је на доњем делу сигнирана са: Б. Јововић 82. Скулптура је постављена на хоризонталну плочу која покрива заједничку гробницу. Иако скулптура нема званично име, може се назвати „Птице”, с обзиром да представља јато барских птица са дугим кљуновима које су чврсто збијене, погледа упртих ка небу, које стреме у вис. Тела птица су стилизована у великој мери у духу модерне скулптуре, али је стилизација ипак у границама препознатљивости. Скулптура се може двојако тумачити. Посматрана у целини група птица делује као пламен, симбол храбрости, неуништивости. Саме пак птице су симболи душа страдалих, које симболично узлећу ка небу, симболу смрти, остављајући за собом ватру као траг живота и бесмртности у сећањима. С обзиром да обилује симболиком везаном за страдање људи којима је подигнут овај споменик, дело поседује значајне уметничке вредности. Ова многострука симболика је ретка у савременој уметности, као што су и ретки надгробни споменици значајне уметничке вредности посебно из периода после Другог светског рата.